# Wjaczesław Zawalniuk
Wjaczesław Dmytrowycz Zawalniuk (ukr. В'ячеслав Дмитрович Завальнюк; ur. 10 grudnia 1974 w Kijowie) – ukraiński hokeista, reprezentant Ukrainy, olimpijczyk. Działacz hokejowy.

## Kariera
- SzWSM Kijów (1991–1992)
- Sokił Kijów (1992–1995)
- Dinamo Moskwa (1995–1997)
- Nieftiechimik Niżniekamsk (1997–1998)
- Mietałłurg Nowokuźnieck (1998–1999)
- SKA Sankt Petersburg (1999–2000)
- Krylja Sowietow Moskwa (2000–2001)
- SKA Sankt Petersburg (2001–2004)
- Sibir Nowosibirsk (2004–2006)
- Siewierstal Czerepowiec (2006–2007)
- Metallurg Magnitogorsk (2006–2007)

W karierze występował w klubach superligi rosyjskiej. Uzyskał tytuł Mistrza Sportu Klasy Międzynarodowej.
W barwach juniorskiej kadry Ukrainy uczestniczył w turniejach mistrzostw świata juniorów do lat 20 w 1993 (Grupa C) i 1994 (Grupa B). W barwach kadry seniorskiej uczestniczył w turniejach mistrzostw świata 1997, 1998, 1999, 2000, 2001, 2002, 2003, 2004, 2005, 2006, 2007 oraz zimowych igrzysk olimpijskich 2002.

## Kariera działacza
- Sokił Kijów (2010-2011), menedżer generalny
- Reprezentacja Ukrainy (2011), menedżer generalny
- Winnyćki Hajdamaky (2011-2012), prezes klubu
- Sokił Kijów (2012-2013), menedżer generalny

Dwukrotnie pełnił funkcję menedżera generalnego Sokiłu Kijów. W sezonie PHL 2011/2012 był prezesem i sponsorem klubu Winnyćki Hajdamaky. Ponadto był menedżerem generalnym reprezentacji Ukrainy na turnieju MŚ 2011.

## Sukcesy
Reprezentacyjne
- Awans do Grupy B mistrzostw świata do lat 20: 1993
- Awans do Grupy A mistrzostw świata do lat 20: 1994

Klubowe
- Srebrny medal mistrzostw Ukrainy: 1993 z SzWSM Kijów, 1994 z Sokiłem Kijów
- Brązowy medal mistrzostw Ukrainy: 1995 z SzWSM Kijów
- Złoty medal mistrzostw Ukrainy: 1993, 1995 z Sokiłem Kijów
- Brązowy medal mistrzostw Rosji: 1996 z Dinamem Moskwa
- Finał Europejskiej Hokejowej Ligi: 1997 z Dinamem Moskwa
- Złoty medal mistrzostw Rosji: 2007 z Mietałłurgiem Magnitogorsk

## Odznaczenie
- Order „Za zasługi” II stopnia (2008)[5][6][7]